# Copa Telmex 2010 - Qualificazioni singolare
Le qualificazioni del singolare del Copa Telmex 2010 sono state un torneo di tennis preliminare per accedere alla fase finale della manifestazione. I vincitori dell'ultimo turno sono entrati di diritto nel tabellone principale. In caso di ritiro di uno o più giocatori aventi diritto a questi sono subentrati i lucky loser, ossia i giocatori che hanno perso nell'ultimo turno ma che avevano una classifica più alta rispetto agli altri partecipanti che avevano comunque perso nel turno finale.
Le qualificazioni del Copa Telmex 2010 prevedevano 32 partecipanti di cui 4 accedevano al tabellone principale.

## Teste di serie
1. Nicolás Massú (primo turno)
2. Martín Vassallo Argüello (primo turno)
3. Santiago Ventura (qualificato)
4. Alberto Martín (ultimo turno)

1. Victor Crivoi (primo turno)
2. Rubén Ramírez Hidalgo (secondo turno)
3. João Souza (secondo turno)
4. Júlio Silva (secondo turno)

## Qualificati
1. Filippo Volandri
2. Diego Junqueira

1. Santiago Ventura
2. Pablo Andújar

## Tabellone

### Legenda
| - Q = Qualificato - WC = Wild card - LL = Lucky loser | - ALT = Alternate - SE = Special Exempt - PR = Protected Ranking | - w/o = Walkover - r = Ritirato - d = Squalificato |

### Sezione 1
|  | Primo turno       | Primo turno       | Primo turno       | Primo turno | Primo turno |  |  | Secondo turno     | Secondo turno     | Secondo turno     | Secondo turno  | Secondo turno  |   |   | Terzo turno      | Terzo turno      | Terzo turno      | Terzo turno | Terzo turno |  |
|  |                   |                   |                   |             |             |  |  |                   |                   |                   |                |                |   |   |                  |                  |                  |             |             |  |
|  |                   | Filippo Volandri  | Filippo Volandri  | 6           | 6           |  |  |                   |                   |                   |                |                |   |   |                  |                  |                  |             |             |  |
|  | 1                 | Nicolás Massú     | Nicolás Massú     | 2           | 3           |  |  | Filippo Volandri  | Filippo Volandri  | 4                 | 6              | 6              |   |   |                  |                  |                  |             |             |  |
|  | Flavio Cipolla    | Flavio Cipolla    | Flavio Cipolla    | 6           | 6           |  |  | Flavio Cipolla    | Flavio Cipolla    | 6                 | 0              | 4              |   |   |                  |                  |                  |             |             |  |
|  | Andrés Dellatorre | Andrés Dellatorre | Andrés Dellatorre | 4           | 1           |  |  |                   |                   |                   |                |                |   |   | Filippo Volandri | Filippo Volandri | Filippo Volandri | 6           | 6           |  |
|  | Facundo Bagnis    | Facundo Bagnis    | 4                 | 6           | 7           |  |  |                   |                   | Facundo Bagnis    | Facundo Bagnis | Facundo Bagnis | 3 | 0 |                  |                  |                  |             |             |  |
|  | Carlos Berlocq    | Carlos Berlocq    | 6                 | 3           | 6(3)        |  |  | Facundo Bagnis    | Facundo Bagnis    | Facundo Bagnis    | 7              | 6              |   |   |                  |                  |                  |             |             |  |
|  | 6                 | R Ramírez Hidalgo | 6                 | 3           | 7           |  |  | R Ramírez Hidalgo | R Ramírez Hidalgo | R Ramírez Hidalgo | 5              | 2              |   |   |                  |                  |                  |             |             |  |
|  |                   | Peter Polansky    | 4                 | 6           | 6(6)        |  |  |                   |                   |                   |                |                |   |   |                  |                  |                  |             |             |  |

### Sezione 2
|  | Primo turno          | Primo turno              | Primo turno              | Primo turno | Primo turno |  |  | Secondo turno        | Secondo turno        | Secondo turno        | Secondo turno   | Secondo turno   |   |   | Terzo turno          | Terzo turno          | Terzo turno          | Terzo turno | Terzo turno |  |
|  |                      |                          |                          |             |             |  |  |                      |                      |                      |                 |                 |   |   |                      |                      |                      |             |             |  |
|  |                      | Federico Delbonis        | Federico Delbonis        | 6           | 6           |  |  |                      |                      |                      |                 |                 |   |   |                      |                      |                      |             |             |  |
|  | 2                    | Martín Vassallo Argüello | Martín Vassallo Argüello | 3           | 3           |  |  | Federico Delbonis    | Federico Delbonis    | Federico Delbonis    | 0               | 1               |   |   |                      |                      |                      |             |             |  |
|  | Juan Pablo Brzezicki | Juan Pablo Brzezicki     | Juan Pablo Brzezicki     | 6           | 6           |  |  | Juan Pablo Brzezicki | Juan Pablo Brzezicki | Juan Pablo Brzezicki | 6               | 6               |   |   |                      |                      |                      |             |             |  |
|  | Facundo Argüello     | Facundo Argüello         | Facundo Argüello         | 1           | 1           |  |  |                      |                      |                      |                 |                 |   |   | Juan Pablo Brzezicki | Juan Pablo Brzezicki | Juan Pablo Brzezicki | 2           | 4           |  |
|  | Diego Junqueira      | Diego Junqueira          | Diego Junqueira          | 6           | 6           |  |  |                      |                      | Diego Junqueira      | Diego Junqueira | Diego Junqueira | 6 | 6 |                      |                      |                      |             |             |  |
|  | Caio Zampieri        | Caio Zampieri            | Caio Zampieri            | 1           | 1           |  |  | Diego Junqueira      | Diego Junqueira      | Diego Junqueira      | 6               | 6               |   |   |                      |                      |                      |             |             |  |
|  | 8                    | Júlio Silva              | 1                        | 7           | 7           |  |  | Júlio Silva          | Júlio Silva          | Júlio Silva          | 4               | 0               |   |   |                      |                      |                      |             |             |  |
|  |                      | JM Aranguren             | 6                        | 5           | 6(7)        |  |  |                      |                      |                      |                 |                 |   |   |                      |                      |                      |             |             |  |

### Sezione 3
|  | Primo turno      | Primo turno      | Primo turno      | Primo turno | Primo turno |  |  | Secondo turno    | Secondo turno    | Secondo turno    | Secondo turno   | Secondo turno |   |   | Terzo turno      | Terzo turno      | Terzo turno | Terzo turno | Terzo turno |  |
|  |                  |                  |                  |             |             |  |  |                  |                  |                  |                 |               |   |   |                  |                  |             |             |             |  |
|  | 3                | Santiago Ventura | 3                | 6           | 7           |  |  |                  |                  |                  |                 |               |   |   |                  |                  |             |             |             |  |
|  |                  | Brian Dabul      | 6                | 3           | 6(9)        |  |  | Santiago Ventura | Santiago Ventura | Santiago Ventura | 6               | 6             |   |   |                  |                  |             |             |             |  |
|  | Agustín Velotti  | Agustín Velotti  | 7                | 1           | 7           |  |  | Agustín Velotti  | Agustín Velotti  | Agustín Velotti  | 2               | 4             |   |   |                  |                  |             |             |             |  |
|  | Leonardo Tavares | Leonardo Tavares | 6(5)             | 6           | 6(5)        |  |  |                  |                  |                  |                 |               |   |   | Santiago Ventura | Santiago Ventura | 3           | 6           | 6           |  |
|  | Ricardo Hocevar  | Ricardo Hocevar  | Ricardo Hocevar  | 7           | 6           |  |  |                  |                  | Ricardo Hocevar  | Ricardo Hocevar | 6             | 4 | 1 |                  |                  |             |             |             |  |
|  | Sebastián Decoud | Sebastián Decoud | Sebastián Decoud | 6(9)        | 4           |  |  | Ricardo Hocevar  | Ricardo Hocevar  | 6(3)             | 6               | 6             |   |   |                  |                  |             |             |             |  |
|  | 7                | João Souza       | 3                | 6           | 6           |  |  | João Souza       | João Souza       | 7                | 4               | 4             |   |   |                  |                  |             |             |             |  |
|  |                  | Guido Pella      | 6                | 4           | 3           |  |  |                  |                  |                  |                 |               |   |   |                  |                  |             |             |             |  |

### Sezione 4
|  | Primo turno      | Primo turno      | Primo turno      | Primo turno | Primo turno |  |  | Secondo turno    | Secondo turno    | Secondo turno    | Secondo turno | Secondo turno |   |   | Terzo turno    | Terzo turno    | Terzo turno    | Terzo turno | Terzo turno |  |
|  |                  |                  |                  |             |             |  |  |                  |                  |                  |               |               |   |   |                |                |                |             |             |  |
|  | 4                | Alberto Martín   | Alberto Martín   | 7           | 6           |  |  |                  |                  |                  |               |               |   |   |                |                |                |             |             |  |
|  |                  | Marcel Felder    | Marcel Felder    | 6(1)        | 4           |  |  | Alberto Martín   | Alberto Martín   | Alberto Martín   | 6             | 6             |   |   |                |                |                |             |             |  |
|  | Adrian Ungur     | Adrian Ungur     | Adrian Ungur     | 6           | 6           |  |  | Adrian Ungur     | Adrian Ungur     | Adrian Ungur     | 4             | 4             |   |   |                |                |                |             |             |  |
|  | Jorge Aguilar    | Jorge Aguilar    | Jorge Aguilar    | 4           | 3           |  |  |                  |                  |                  |               |               |   |   | Alberto Martín | Alberto Martín | Alberto Martín | 3           | 1           |  |
|  | Juan-Pablo Amado | Juan-Pablo Amado | Juan-Pablo Amado | 6           | 6           |  |  |                  |                  | Pablo Andújar    | Pablo Andújar | Pablo Andújar | 6 | 6 |                |                |                |             |             |  |
|  | Leandro Migani   | Leandro Migani   | Leandro Migani   | 4           | 2           |  |  | Juan-Pablo Amado | Juan-Pablo Amado | Juan-Pablo Amado | 2             | 3             |   |   |                |                |                |             |             |  |
|  |                  | Pablo Andújar    | 6(5)             | 7           | 6           |  |  | Pablo Andújar    | Pablo Andújar    | Pablo Andújar    | 6             | 6             |   |   |                |                |                |             |             |  |
|  | 5                | Victor Crivoi    | 7                | 5           | 4           |  |  |                  |                  |                  |               |               |   |   |                |                |                |             |             |  |